# Alphonsus Cullinan
brasão
Alphonsus Cullinan (Lahinch, County Clare, 7 de maio de 1959) é um ministro irlandês e bispo católico romano de Waterford e Lismore.
Alphonsus Cullinan primeiro assumiu a profissão de professor e ensinou por dez anos em Castleconnell, County Limerick, e em Valladolid, Espanha. Em 1989 ingressou no Seminário Nacional Irlandês em Maynooth e foi ordenado sacerdote para a Diocese de Limerick em 12 de junho de 1994.
Após a ordenação, trabalhou na capelania paroquial e hospitalar em Limerick. Depois de um semestre ensinando religião no Mary Immaculate College em Limerick, ele foi para Roma para estudar em 2001. Ele recebeu seu doutorado em teologia moral pela Accademia Alfonsiana em 2005 com uma tese sobre Antropologia Cristã e Utilitarismo. Depois de regressar à Irlanda trabalhou na capelania universitária no Limerick Institute of Technology e desde 2009 como diretor diocesano para a preparação do Congresso Eucarístico em Dublin. Em 2011 tornou-se vigário em Rathkeale.
O Papa Francisco o nomeou Bispo de Waterford e Lismore em 2 de fevereiro de 2015. Seu antecessor, William Lee, o consagrou bispo em 12 de abril do mesmo ano. Os co-consagradores foram Arcebispo de Cashel e Emly Kieran O'Reilly SMA, Arcebispo de Armagh Eamon Martin, Arcebispo de Dublin Diarmuid Martin e Núncio Apostólico na Irlanda Arcebispo Charles John Brown.